# معتقل سدي تيمان
معتقل سْدي تيمان (بالعبرية: מחנה שדה תימן)، هو قاعدة عسكرية إسرائيلية متعددة الوحدات تابعة للقيادة الجنوبية تقع بالقرب من مطار سدي تيمان (مطار بئر السبع)، على بعد 5 كم شمال غرب بئر السبع و5 كم شمال قاعدة حتسريم الجوية. تضم القاعدة مقر لواء جفعاتي، قاعدة الشرطة 392 ووحدة قيادة هاشيل التابعة للشرطة العسكرية، المجمع الميداني اليمني (665) التابع للقيادة الجنوبية، وحدة قيادة سلاح الهندسة، مركز الإمداد العسكري، الفرقة 16، مقر اللواء، مقر بديل لمديرية التنسيق والارتباط (غزة)، ووحدات أخرى، تضاعف استخدامها كمعسكر اعتقال واكتسبت اهتمامًا دوليًا بسبب انتهاكاتها المنهجية لحقوق الإنسان ضد المعتقلين الفلسطينيين من قطاع غزة.
أُدين المعتقَل بشهادات العديد من المُعتقلين الإسرائيليين والأسرى الفلسطينيين المحررين لانتهاكات سجانيه الممنهجة والانتهاكات المتعلقة بحقوق الإنسان، بما في ذلك التعذيب الجسدي والنفسي، يوصف المعتقل على أنه «معتقل غوانتانامو الإسرائيلي».
في إحدى الحوادث التي حظيت بتغطية إعلامية واسعة النطاق، أظهرت لقطات مسربة من كاميرات المراقبة جنودًا إسرائيليين يغتصبون جماعيًا معتقلًا فلسطينيًا بقضيب معدني تسبب له في إصابات خطيرة في فتحة الشرج والرئتين. حدث التسريب بعد أسابيع قليلة من احتجاز العديد من الجنود المشتبه في إساءة معاملتهم لسجين للاستجواب، مما أدى إلى اقتحام المتظاهرين اليمينيين الإسرائيليين والبرلمانيين المخيم احتجاجًا في أواخر يوليو 2024.

## خلفية
تم تحويل القاعدة العسكرية جزئيًا إلى معسكر اعتقال في أعقاب إقرار قانون المقاتلين غير الشرعيين من قبل الكنيست في ديسمبر 2023. وهي مقسمة إلى حظيرة حيث يتم احتجاز ما يصل إلى 200 معتقل معصوبي الأعين ومقيدي الأيدي في أقفاص، ومستشفى ميداني من الخيام حيث يتم احتجاز العشرات من السجناء المقيدين. يسمح القانون للقوات الإسرائيلية باحتجاز الأشخاص دون مذكرة اعتقال لمدة 45 يومًا، وبعد ذلك يجب نقل المعتقلين إلى مصلحة السجون الإسرائيلية. اعتبارًا من 10 مايو 2024، اعترف الجيش الإسرائيلي بمعسكرين مماثلين: سجن عوفر وسجن في عناتوت، وكلاهما في الضفة الغربية. ينقسم سدي تيمان إلى قسمين: حظائر ومستشفى ميداني. يوجد مبنى إضافي حيث تجري الاستجوابات. منذ إنشائها، خدم الآلاف من الجنود الإسرائيليين، سواء من النظاميين أو الاحتياطيين، كحراس هناك.
جميع سكان غزة الذين احتجزتهم إسرائيل منذ الهجوم الذي قادته حماس على إسرائيل عام 2023 تصنفهم إسرائيل على أنهم مقاتلون غير شرعيين وليسوا أسرى حرب، مما يستبعدهم من حقوق مثل الوصول إلى محام. يتم احتجاز معظم المعتقلين، بدلاً من وجود دليل على أنهم أعضاء في حماس، كمشتبه بهم، دون توجيه اتهامات إليهم. ينطبق هذا التصنيف على جميع سكان غزة الذين احتجزتهم إسرائيل منذ أكتوبر 2023، والذي ذكرت صحيفة الغارديان أنه بلغ 849 شخصًا اعتبارًا من أبريل 2024. صرح طبيب يعمل في سدي تيمان أنه لا يعرف سبب احتجاز إسرائيل للعديد من السجناء الذين قابلهم؛ ومن بين أولئك الذين عالجهم كان هناك شخص مشلول، ورجل يزن 300 رطل (140 كجم)، وآخر كان عليه منذ الطفولة أن يتنفس بمساعدة أنبوب في رقبته.
في ديسمبر 2023، ذكرت صحيفة هآرتس أن مئات الفلسطينيين من غزة كانوا محتجزين في سدي تيمان وأن بعضهم ماتوا لأسباب غير معروفة. تم استجواب المعتقلين وتعصيب أعينهم وتقييدهم بالأصفاد، بينما كانت الأضواء مضاءة طوال الوقت.
في 7 مارس 2024، ذكرت صحيفة هآرتس أن 27 سجينًا من غزة لقوا حتفهم في الحجز الإسرائيلي منذ بداية الحرب بين إسرائيل وحماس، بما في ذلك بعضهم من سدي تيمان. في مايو، أخبر مسؤولو السجن صحيفة نيويورك تايمز أن حوالي 4000 من سكان غزة محتجزون في سدي تيمان منذ أكتوبر 2023. ومن بين هؤلاء، تم احتجاز 70٪ لمزيد من التحقيق، وتم إعادة 1200 إلى غزة، وتوفي 35.
في أكتوبر 2024، ذكرت صحيفة الجارديان أن مسؤولين من الوكالة الإنسانية الرئيسية للولايات المتحدة، الوكالة الأمريكية للتنمية الدولية، يحضرون اجتماعات منتظمة في سدي تيمان. بدءًا من يوليو 2024، أنشأت إسرائيل "مجلس تنسيق مشترك" للموافقة على عمليات المساعدة في غزة، وهي هيئة تجتمع في سدي تيمان وتنسق مع المسؤولين الأمريكيين هناك. في وثيقة داخلية للوكالة الأمريكية للتنمية الدولية اطلعت عليها صحيفة الجارديان، "يرتبط اسم القاعدة بمدخل ويكيبيديا الخاص بها، والذي يضم صورًا لسجناء فلسطينيين معصوبي الأعين وتفاصيل سوء معاملتهم".
وخلال الحروب الاسرائيلية على غزة، حرب الفرقان، العصف المأكول وطوفان الأقصى، تم سجن مئات الفلسطينيين من قطاع غزة في المعسكر بموجب أمر وزير الدفاع.[بحاجة لمصدر]
عام 2024 طلبت المستشارة القانونية للحكومة الإسرائيلية غالي بهراف ميارا من رئيس الوزراء بنيامين نتنياهو إغلاق المعتقل الصحراوي على خلفية التماس قدمته منظمات حقوقية إسرائيلية إلى المحكمة العليا لإغلاق السجن بعد تقارير عن انتهاكات بحق المعتقلين.

## تاريخ وخلفيه
في عام 1942، كجزء من حملة الشرق الأوسط في الحرب العالمية الثانية، أنشأ البريطانيون معسكرًا في المنطقة به حظائر كبيرة. أُنشئت القاعدة الإسرائيلية في الخمسينيات من القرن الماضي، وأطلق عليها اسم "حقل اليمن" بعد عملية "بساط الريح".
في ديسمبير عام 2023 تم تحويل القاعده بشكل جزئي الى معتقل بعد تمرير بعض قوانين الكنيست، وذلك عقب الحرب الفلسطينية الإسرائيلية.

## خلال الحرب الفلسطينية الإسرائيلية 2023
خلال الحرب الفلسطينية الإسرائيلية 2023، أقيمت 4 أقسام في المعتقل، استُخدمت لأجل اعتقال مئات الفلسطينيين من قطاع غزة الذين اعتقلوا خلال الاجتياح البري لقطاع غزة في الحرب.
وفق التقارير، يسع كل قسم كل قسم حوالي 200 معتقل، ويقبع المعتقلون في ظروف صعبة، مقيدي الأيادي والأرجل ومعصوبي الأعين.
يسمح القانون للقوات الاسرائيلية بإبقاء المعتقلين 45 يوما دون أي تهمة في القاعدة، قبل نقلهم إلى سجن منظم.
وفق التقارير فقد توفي على الأقل 36 خلال اعتقالهم في المعتقل، واشتكى كثير من المحررين عن ظروف غير إنسانية، واعتداءات متكررة تعرضوا لها في المعتقل.